# Heinrich Roscher (Politiker, 1825)
Johann Heinrich Hermann Roscher (* 7. Oktober 1825 in Hamburg; † 2. November 1894 in Ahlden) war ein deutscher Richter und Parlamentarier.

## Leben
Heinrich Roscher war Sohn des Zolldirektors Theodor Roscher. Er studierte an der Georg-August-Universität Göttingen Rechtswissenschaft. 1844 wurde er Mitglied des Corps Bremensia. Nach dem Studium schlug er die Richterlaufbahn ein. 1879 wurde er Amtsgerichtsrat in Ahlden. Von 1889 bis zu seinem Tod vertrat er als Abgeordneter den Wahlkreis Lüneburg 3 (Fallingbostel, Soltau) im Preußischen Abgeordnetenhaus. Er gehörte der Fraktion der Nationalliberalen Partei an.
Wilhelm Theodor Roscher, ebenfalls Richter und MdHdA, war sein Bruder.